# Toshio Suzuki (Rennfahrer)
Toshio Suzuki (jap. 鈴木 利男, Suzuki Toshio; * 10. März 1955 in der Präfektur Saitama) ist ein ehemaliger japanischer Autorennfahrer.

## Karriere

### Monopostorennen
Als Toshio Suzuki 1993 sein Debüt in der Formel 1 gab, war der Japaner schon 38 Jahre alt. Beim Großen Preis von Japan und beim Rennen in Australien ersetzte er bei Larrousse den Franzosen Philippe Alliot. Suzuki war in Japan ein sehr populärer Fahrer und sein Engagement in der Formel 1 war eine große Genugtuung für ihn, obwohl er bei beiden Rennen mit großem Rückstand ins Ziel kam.
Schon 1979 war Suzuki japanischer Formel-3-Meister geworden und sicherte sich 1995 den Gesamtsieg in der heimischen Formel-3000-Meisterschaft.

### Sportwagenrennen
Große Erfolge feierte er aber vor allem im Sportwagen. Er war Werksfahrer bei Toyota und Nissan. Vor allem als Partner von Kazuyoshi Hoshino wurde er zu einer bestimmenden Größe in der japanischen GT-Meisterschaft. Mit Hoshino und Masahiro Hasemi siegte er 1992 beim 24-Stunden-Rennen von Daytona. Es war der erste All-Japan-Crew-Sieg bei einem großen internationalen Sportwagenrennen.
Auch in Le Mans fuhr der Japaner starke Rennen. Im Toyota GT-One wurde er 1998 Neunter und pilotierte den Wagen 1999 gemeinsam mit Ukyō Katayama und Keiichi Tsuchiya an die zweite Stelle der Gesamtwertung.

## Statistik

### Le-Mans-Ergebnisse
| Jahr | Team                            | Fahrzeug               | Teamkollege       | Teamkollege       | Platzierung            | Ausfallgrund     |
| ---- | ------------------------------- | ---------------------- | ----------------- | ----------------- | ---------------------- | ---------------- |
| 1985 | Dome Team                       | Dome 85C               | Eje Elgh          | Geoff Lees        | Ausfall                | Kupplungsschaden |
| 1986 | Dome Co. Ltd.                   | Dome 86C-L             | Eje Elgh          | Beppe Gabbiani    | Ausfall                | Turboschaden     |
| 1988 | Italya Sport                    | March 88S              | Michel Trollé     | Danny Ongais      | Ausfall                | Motorschaden     |
| 1989 | Nissan Motorsport               | Nissan R89C            | Masahiro Hasemi   | Kazuyoshi Hoshino | Ausfall                | Motorschaden     |
| 1990 | Nissan Motorsport International | Nissan R90CP           | Masahiro Hasemi   | Kazuyoshi Hoshino | Rang 5                 |                  |
| 1995 | NISMO                           | Nissan Skyline GT-R LM | Masahiko Kageyama | Kazuyoshi Hoshino | Ausfall                | Getriebeschaden  |
| 1996 | NISMO                           | Nissan Skyline GT-R LM | Masahiro Hasemi   | Kazuyoshi Hoshino | Rang 15                |                  |
| 1998 | Toyota Motorsports              | Toyota GT-One          | Ukyo Katayama     | Keiichi Tsuchiya  | Rang 9                 |                  |
| 1999 | Toyota Motorsports              | Toyota GT-One          | Ukyo Katayama     | Keiichi Tsuchiya  | Rang 2 und Klassensieg |                  |
| 2000 | TV Ashai Team Dragon            | Panoz LMP-1 Roadster S | Masahiko Kageyama | Masami Kageyama   | Rang 6                 |                  |
| 2008 | Tokai University                | Courage-Oreca LC70     | Haruki Kurosawa   | Masami Kageyama   | Ausfall                | Getriebeschaden  |

### Einzelergebnisse in der Sportwagen-Weltmeisterschaft
| Saison | Team                             | Rennwagen            | 1   | 2   | 3   | 4   | 5   | 6   | 7   | 8   | 9   | 10  | 11  |
| ------ | -------------------------------- | -------------------- | --- | --- | --- | --- | --- | --- | --- | --- | --- | --- | --- |
| 1984   | Panasport Japan                  | LM 04C               | MON | SIL | LEM | NÜR | BRH | MOS | SPA | IMO | FUJ | KYA | SAN |
| 1984   | Panasport Japan                  | LM 04C               |     |     |     |     |     | DNF |     |     |     |     |     |
| 1985   | Dome Misaki Speed                | Dome 85C-L Tom's 85C | MUG | MON | SIL | LEM | HOK | MOS | SPA | BRH | FUJ | SEL |     |
| 1985   | Dome Misaki Speed                | Dome 85C-L Tom's 85C |     |     |     | DNF |     |     |     |     | 7   |     |     |
| 1986   | Dome Tom's                       | Dome 86C-L Tom's 86C | MON | SIL | LEM | NÜN | BRH | JER | NÜR | SPA | FUJ |     |     |
| 1986   | Dome Tom's                       | Dome 86C-L Tom's 86C |     |     | DNF |     |     |     |     |     | 24  |     |     |
| 1988   | Italya Sport Person's Racing     | March 88S            | JER | JAR | MON | SIL | LEM | BRÜ | BRH | NÜR | SPA | FUJ | SAN |
| 1988   | Italya Sport Person's Racing     | March 88S            |     |     |     |     | DNF |     |     |     |     | DNF |     |
| 1989   | Nissan Motorsports International | Nissan R88C          | SUZ | DIJ | JAR | BRH | NÜR | DON | SPA | MEX |     |     |     |
| 1989   | Nissan Motorsports International | Nissan R88C          | 4   |     |     |     |     |     |     |     |     |     |     |